# Mai 1983
Portal Geschichte | Portal Biografien | Aktuelle Ereignisse | Jahreskalender | Tagesartikel

◄ |
19. Jahrhundert |
20. Jahrhundert
| 21. Jahrhundert

◄ |
1950er |
1960er |
1970er |
1980er
| 1990er | 2000er | 2010er | ►

◄ |
1979 |
1980 |
1981 |
1982 |
1983
| 1984 | 1985 | 1986 | 1987 | ►

◄ |
Februar 1983 |
März 1983 |
April 1983 |
Mai 1983 |
Juni 1983 |
Juli 1983 |
August 1983 |
►
Dieser Artikel behandelt aktuelle Nachrichten und Ereignisse im Mai 1983.

## Tagesgeschehen

### Sonntag, 1. Mai 1983
- Dortmund/Deutschland: Die Herrenmannschaft des VfL Gummersbach aus dem Oberbergischen Land gewinnt den Europapokal der Landesmeister 1983 im Handball durch ein 13:14 im Finalrückspiel gegen den ZSKA Moskau aus der Sowjetunion. Das Hinspiel gewann Gummersbach mit 19:15.[1]

### Montag, 2. Mai 1983
- München/Deutschland: Die Sowjetunion wird durch einen 8:2-Sieg im letzten Spiel gegen Kanada zum fünften Mal in Folge Eishockey-Weltmeister.[2]

### Dienstag, 3. Mai 1983
- Innsbruck/Österreich: Der SK Rapid Wien gewinnt, nach einem 3:0-Heimsieg im Hinspiel, das Rückspiel im Finale des ÖFB-Cups mit 5:0 gegen Wattens-Wacker Innsbruck und wird Österreichischer Fußballpokalsieger 1983.[3]

### Freitag, 6. Mai 1983
- Koblenz/Deutschland: Das Bundesarchiv stellt abschließend fest, dass die Tagebücher Adolf Hitlers, welche die Zeitschrift Stern der Öffentlichkeit im April präsentierte, zweifellos gefälscht sind. Der Inhalt der Aufschreibungen basiert auf der von Max Domarus erstellten Edition Hitler. Reden und Proklamationen 1932–1945. Die vom Stern erworbenen Kladden enthalten außerdem physisches Material aus der Zeit nach dem Zweiten Weltkrieg, z. B. die Polyesterfäden, mit denen sie gebunden sind.[4]

### Mittwoch, 11. Mai 1983
- Göteborg/Schweden: Der Aberdeen FC aus Schottland gewinnt den Fußball-Europapokal der Pokalsieger durch einen 2:1-Finalsieg nach Verlängerung gegen Real Madrid aus Spanien.[5]

### Samstag, 14. Mai 1983
- Catania/Italien: Während der Eruption des sizilianischen Schichtvulkans Ätna wird zum ersten Mal in der Geschichte versucht, dessen ausgebrochenes Magma mit einer Sprengung umzulenken, damit verschiedene Bergdörfer und Weinberge intakt bleiben. Der Strom ist 200 m breit sowie 10 m hoch und der Erfolg der Sprengung kann erst Monate später richtig eingeschätzt werden.[6]

### Sonntag, 15. Mai 1983
- Belgrad/Jugoslawien: Mika Špiljak vom Bund der Kommunisten löst seinen Parteikollegen Petar Stambolić als Vorsitzender des Präsidiums der SFR Jugoslawien ab und wird neues Staatsoberhaupt der Republik.[7]

### Dienstag, 17. Mai 1983
- Beirut/Libanon, Jerusalem/Israel: Das libanesische und das israelische Parlament stimmen dem unter Moderation der Vereinigten Staaten ausgehandelten Friedensabkommen zur Beendigung des Libanonkriegs zu. Die Kämpfe begannen im Anschluss an ein Attentat auf den israelischen Botschafter Schlomo Argov im Juni 1982. In dem Konflikt starben über 10.000 Menschen.[8]
- Ouagadougou/Obervolta: Die Streitigkeiten zwischen Präsident Jean-Baptiste Ouédraogo und Regierungschef Thomas Sankara, der das Land weitreichend dekolonialisieren will, enden vorläufig damit, dass das Haus Sankaras in der Nacht von Panzern umstellt und der Regierungschef ohne Anklage in ein Gefängnis verschleppt wird.[9]
- Uniondale/Vereinigte Staaten: Der Stanley Cup der nordamerikanischen Eishockey-Profiliga NHL geht wie 1980, 1981 und 1982 an die New York Islanders, die das vierte und entscheidende Spiel der Finalserie gegen die Edmonton Oilers mit 4:2 für sich entscheiden.[10]

### Mittwoch, 18. Mai 1983
- Lissabon/Portugal: Der RSC Anderlecht gewinnt den Fußball-UEFA-Cup nach einem 1:1 im Final-Rückspiel gegen Benfica Lissabon, nachdem das Hinspiel mit einem 1:0-Sieg der Belgier endete.[11]

### Donnerstag, 19. Mai 1983
- Cannes/Frankreich: Der Film Die Ballade von Narayama des japanischen Regisseurs Shōhei Imamura wird bei den 36. Internationalen Filmfestspielen mit der Palme d’or ausgezeichnet.[12]

### Freitag, 20. Mai 1983

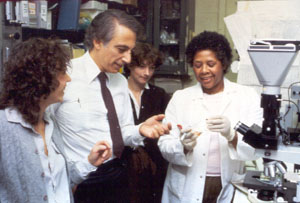
Robert Gallo (Mitte)

- New York/Vereinigte Staaten: Die Fachzeitschrift Science veröffentlicht zwei Beiträge zur Identifikation der Ursache des erworbenen Immunschwächesyndroms (AIDS). Ein französisches Team um die Forscher Françoise Barré-Sinoussi und Luc Montagnier identifizierte ein Virus, das Auslöser für die Schwellung der Lymphknoten bei AIDS-Patienten sein dürfte, und der Amerikaner Robert Gallo entdeckte humane T-Zell-Leukämie-Viren, welche er in seinem Beitrag allerdings mit einem Bild illustriert, das ihm von dem französischen Forscherteam übermittelt wurde.[13]

### Dienstag, 24. Mai 1983
- Wien/Österreich: Bundespräsident Rudolf Kirchschläger gelobt die neue Bundesregierung unter Bundeskanzler Fred Sinowatz (SPÖ) an. Dessen Amtsvorgänger und Parteikollege Bruno Kreisky trat zurück, weil die SPÖ bei der Nationalratswahl im April ihre absolute Mehrheit der Parlamentssitze einbüßte. Die neue Regierung besteht aus Politikern der SPÖ und der FPÖ.[14]

### Mittwoch, 25. Mai 1983
- Athen/Griechenland: Der Hamburger SV gewinnt den Fußball-Europapokal der Landesmeister durch einen 1:0-Finalsieg gegen Juventus Turin.[15]

### Donnerstag, 26. Mai 1983
- Oga-Halbinsel/Japan: Ein Erdbeben der Stärke 7,7 MS sowie ein durch das Beben ausgelöster Tsunami sorgen für schwere Schäden an der Ostküste der japanischen Hauptinsel Honshū. Mindestens 100 Menschen verlieren ihr Leben, zum Großteil im Gebiet der Stadt Oga.[16]

### Samstag, 28. Mai 1983
- Williamsburg/Vereinigte Staaten: Der neunte Weltwirtschaftsgipfel der Staatschefs der Gruppe der Sieben sowie eines Vertreters der EWG beginnt. Das Format der Treffen steht inzwischen in der Kritik, sich zu einem bürokratischen „Mammut“ entwickelt zu haben.[17]

### Montag, 30. Mai 1983

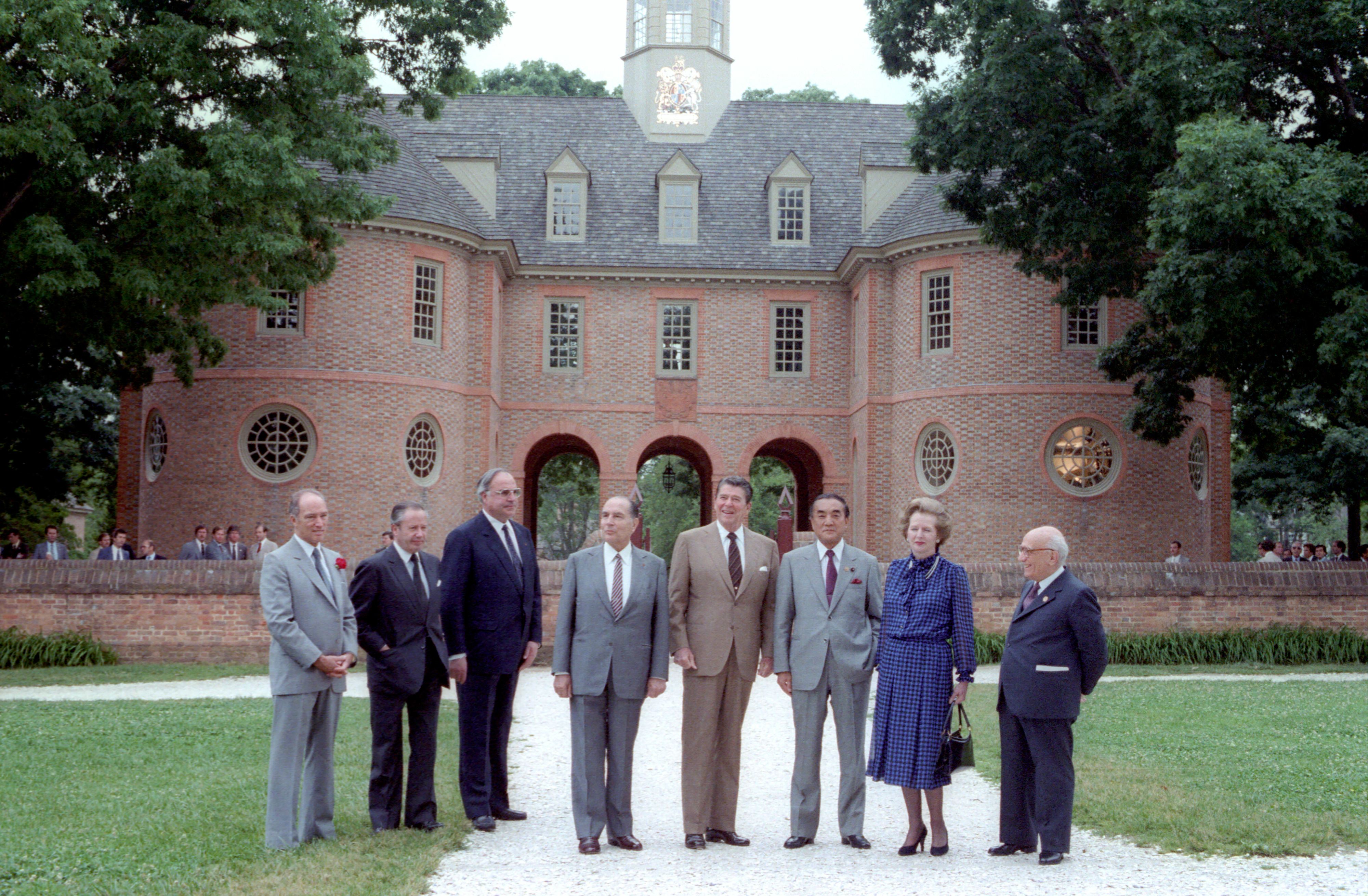
Teilnehmer des Weltwirtschaftsgipfels

- Williamsburg/Vereinigte Staaten: Der G7-Gipfel endet mit Erklärungen zur Stimulierung eines nichtinflationären Wirtschaftswachstums und zur Bekämpfung von Arbeitslosigkeit. Schwierige Themen des Ost-West-Konflikts werden übereinstimmend ausgeklammert, darunter die Frage von Handelsbeziehungen zwischen EWG-Staaten und der Sowjetunion sowie die weitere Umsetzung des NATO-Doppelbeschlusses von 1979 zur „wechselseitig zugesicherten Zerstörung“ durch Atomwaffen.[18]